# Piano dell'Acqua
Piano dell'Acqua, (Cianu i l'Acqua in siciliano) è una frazione del comune di Chiaramonte Gulfi, nel Libero consorzio comunale di Ragusa.
Sorge lungo la SP 92 a 6 km dal Villaggio Gulfi ed essendo la frazione più a nord del territorio comunale di Chiaramonte Gulfi, confina con la città metropolitana di Catania (comune di Licodia Eubea).
Il nome Piano dell'Acqua deriva probabilmente dal fatto che la frazione essendo attraversata da un affluente del fiume Dirillo, ha un antico lavatoio pubblico, fatto con pietre di calcare locale, dove le donne della zona potevano lavare i panni alla maniera tradizionale con le acque del torrente. Numerosi pozzi che esistono nella zona indicano l'abbondanza di acqua anche nel sottosuolo.
Nella frazione sono presenti una chiesa, una scuola elementare e numerosi frantoi per la macina delle olive.
Non distanti dalla frazione sorgono gli abitati di Paraspola, Donnagona, Sperlinga e Roccazzo, i siti archeologici dell'antica città di Akrillai e l'attivo centro kerameikòs ellenistico di Scornavacche.

## Economia

### Viticoltura
Le uve da tavola prodotte nel territorio del Piano dell'Acqua fanno parte dell'uva da tavola di Mazzarrone a cui è stato attribuito il marchio di origine IPG (Indicazione geografica protetta), mentre le uve destinate alla vinificazione vengono anche impiegate per la produzione del Cerasuolo di Vittoria, che è un vino a Denominazione di Origine Controllata e Garantita.

### Olivicoltura
La frazione di Piano dell'Acqua è anche ricca di oliveti ed oleifici che ricadono nel comprensorio dei Consorzio D.O.P. Monti Iblei che tutela e garantisce l'eccellente qualità dell'olio extravergine d'oliva prodotto nell'area dei monti Iblei. L'olio di oliva della zona ha vinto numerosi premi internazionali, confermandosi uno tra i migliori oli del mondo.

## Infrastrutture e trasporti
A poco più di 1 Km da Piano dell'Acqua sorge la SS 514  che mette in comunicazione Ragusa e Catania, mentre la SP 6 collega la frazione al paese di Chiaramonte Gulfi.

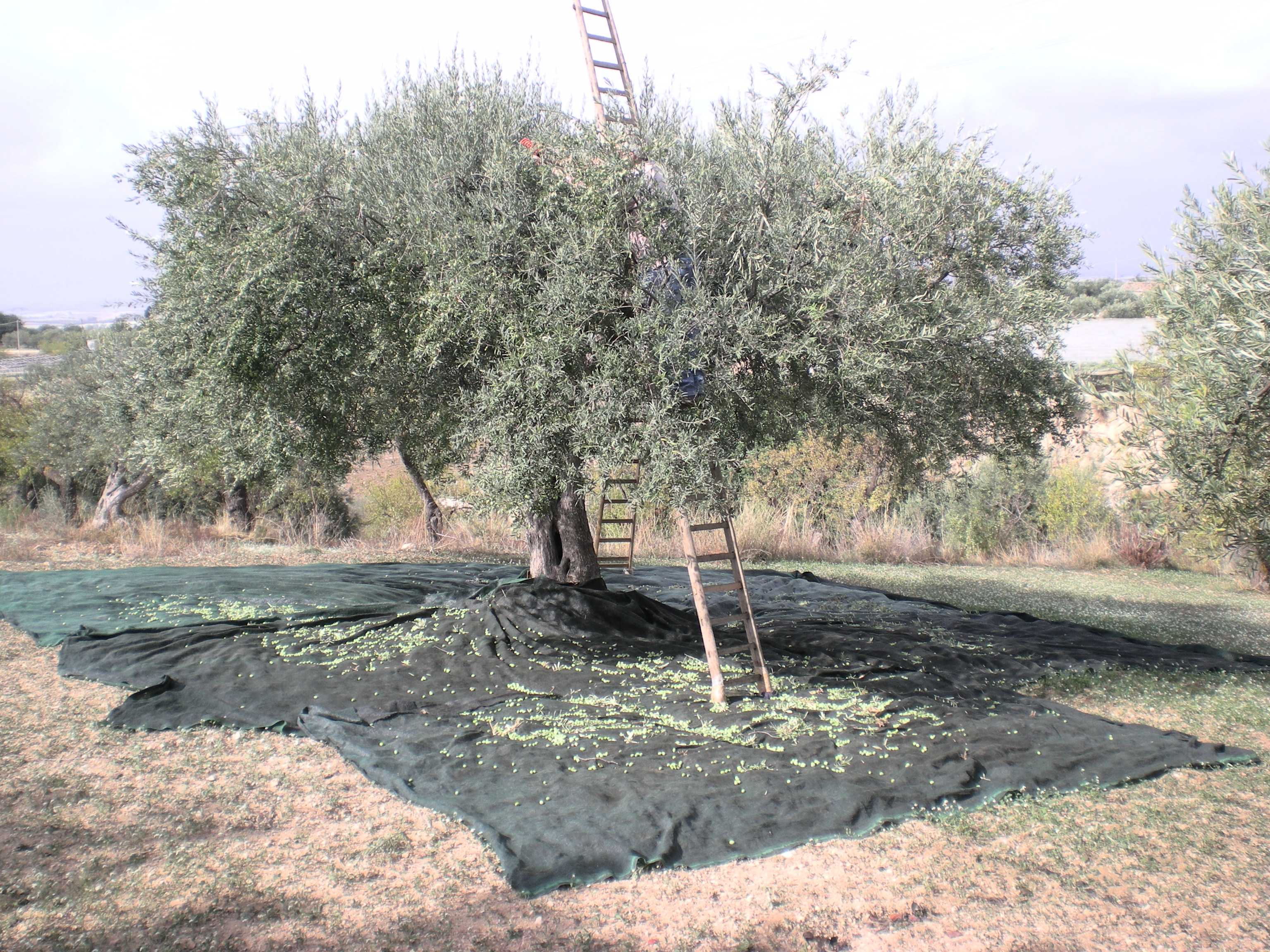
La raccolta delle olive nelle campagne di Piano dell'Acqua.

## Eventi
- Sagra della focaccia (ad agosto, non più organizzata)[3]